# یواس‌آرسی ویرجینیا (۱۷۹۱)
یواس‌آرسی ویرجینیا (۱۷۹۱) (به انگلیسی: USRC Virginia (1791)) یک کشتی بود که طول آن 56 ft 2 in بود. این کشتی در سال ۱۷۹۱ ساخته شد.